# WWF European Rampage Tour
WWF European Rampage Tour è un videogioco di tipo picchiaduro sul wrestling professionistico, uscito nel 1992 su Amiga, Atari ST, Commodore 64 e PC, pubblicato da Ocean Software. Il gioco era rivolto soprattutto al mercato europeo.

## Modalità di gioco

### Versione Amiga, Atari ST e PC
Il giocatore deve formare un tag team scegliendo tra "Macho Man" Randy Savage, The Ultimate Warrior, Hulk Hogan e Bret Hart, scelto il team, il giocatore dovrà sconfiggere i Nasty Boys, i Money Inc. e i Natural Disasters per tre volte ciascuno (prima nell'arena britannica a Londra, poi nell'arena tedesca a Monaco e infine al Palais omnisports a Parigi). Il match finale è un incontro per il titolo contro i Legion of Doom al Madison Square Garden a New York. Il gioco presenta anche una modalità multiplayer e una modalità di pratica.

### Versione Commodore 64
La versione Commodore 64 è simile alle versioni Amiga, Atari ST e PC, tranne che per le partite singole. I quattro lottatori, selezionabili nelle versioni già citate prima, anche qui sono presenti ma invece di giocare incontri di coppia giocherà dei match singoli contro Jerry Sags (dei Nasty Boys), Typhoon (dei Natural Disasters) e Irwin R. Schyster (dei Money Inc.) in varie sedi prima di battersi contro Animal (dei Legion of Doom) per il titolo di campione. Anche qui sono presenti la modalità multiplayer e una modalità di pratica.